# HMS Griper
La HMS Griper fu una cannoniera della classe Bold della Royal Navy britannica, costruita nel 1813 da Mark Williams e John Davidson a Hythe. Partecipò alla spedizione artica del 1819 guidata da William Parry, fece un viaggio in Groenlandia e Norvegia nel 1823 e prese parte alla terza spedizione di Parry nel 1824 come nave di supporto. Il suo equipaggio nel 1819, 1823 o 1824 fu idoneo alla "Medaglia Artica", emessa dall'Ammiragliato nel 1857. Fu infine smantellata nel 1868.

## Prime fasi della carriera
Griper fu commissionata nel luglio 1813 sotto il comando del comandante Charles Mitchell. Nel febbraio 1814 il comandante Arthur M'Meekan sostituì Mitchell. Nel 1817, Griper si trovava a Chatham. Successivamente fu adattata come nave da esplorazione a Portsmouth tra dicembre 1818 e maggio 1819.

## Spedizione verso ilPassaggio a Nord-Ovest(1819)
Il tenente Matthew Liddon ricommissionò Griper nel gennaio 1819. Salpò quindi con William Edward Parry da Londra l'11 maggio 1819. Parry comandava due navi a vela a tre alberi: la HMS Hecla da 375 tonnellate e la Griper da 182 tonnellate. La loro destinazione era il Passaggio a Nord-Ovest.
Griper era di gran lunga la nave inferiore delle due, descritta come "una di queste misere cannoniere... assolutamente inadatta a questo servizio!" (A.Parry; Parry dell'Artico). La loro partenza era stata precedentemente ritardata poiché le condizioni di Griper erano descritte come "così instabili da causare preoccupazioni per la sicurezza degli ufficiali e dell'equipaggio". Era così lenta che doveva essere trainata dalla Hecla per parte del viaggio attraverso l'Atlantico. Tuttavia, viaggiarono con successo più a ovest lungo il Passaggio a Nord-Ovest di quanto qualsiasi europeo avesse raggiunto in precedenza. Dopo l'inverno sull'isola di Melville, fecero ritorno a Londra nel novembre 1820, e Griper fu messa in disarmo nel dicembre.

## Viaggio in Groenlandia e Norvegia (1823)
Griper fu rimessa a nuovo a Deptford tra febbraio e maggio 1823. Sotto il comando del capitano Douglas Clavering, effettuò un viaggio in Groenlandia e Spitsbergen, trasportando l'astronomo Edward Sabine che effettuò osservazioni per conto del Board of Longitude. Un ulteriore avvenimento di questo viaggio si verificò su un'isola successivamente chiamata isola Clavering, dove, nell'agosto, la spedizione ebbe il primo e unico contatto europeo con gli Inuit del Nord Groenlandia, ormai estinti.

## Spedizione Passaggio a Nord-Ovest (1824)

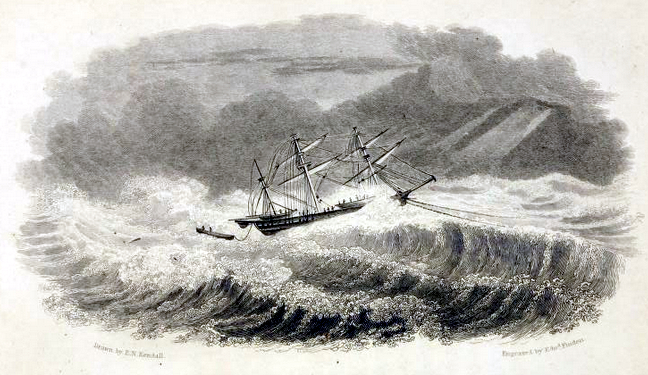
Situazione dell'HMS Griper, 1 settembre 1824

Tra gennaio e giugno 1824, Griper fu rimessa a nuovo per la terza spedizione di Parry attraverso il Passaggio a Nord-Ovest. Fu commissionata sotto il comando del capitano George Lyon e il 16 giugno 1824 salpò per la baia di Hudson e Wager Bay in supporto a Hecla e Fury. Griper partì il 3 luglio 1824, procedendo insieme alla nave da rilevamento Snap. In questa occasione, trasportava anche un contingente terrestre di uomini.
Il 19 ottobre 1824, Lyon incontrò il baleniere Achilles, sotto il comando del capitano Valentine. Valentine informò Lyon delle condizioni del ghiaccio e del tempo, che avevano provocato una stagione di pesca debole (Achilles aveva preso solo due balene) e bloccato gran parte dello stretto di Hudson. Achilles era in rotta verso casa, quindi Lyon inviò dispacci duplicati con lei.
Griper tornò a Londra e fu messa in disarmo nel dicembre 1824.

## Destino
Griper fu adattata per il servizio di blocco costiero a Portsmouth tra agosto e dicembre 1825. Si unì quindi alla Guardia Costiera a Blackwall. In seguito servì anche a Sussex.
Griper fu a Portsmouth tra il 1827 e il 1830, e a Chichester tra il 1831 e il 1860. Servì come bersaglio per esperimenti di artiglieria a Portsmouth nel 1856 e fu utilizzata per testare piastre corazzate nel 1862. Fu smantellata nel novembre 1868.